# 浜寺町
浜寺町（はまでらちょう）は、かつて大阪府に存在した町である。現在の大阪府堺市西区の一部に相当する。本項では町制施行前の浜寺村（はまでらむら）についても記す。

## 歴史
14世紀中頃（正平年間）、高師浜の芦田川付近（現在の高石市、南海高師浜線伽羅橋駅付近）に三光国師が南朝の拠点のひとつとして大雄寺（金松山海光院大王寺が名跡を継ぐ）を建立。同じく南朝の拠点のひとつであった吉野山の日雄寺（日雄山大日寺）が「山の寺」「山寺」と呼ばれたことに対し、高師浜の大雄寺が「浜の寺」「浜寺」と呼ばれたことが、浜寺の名称の由来である。
現在、高師浜は高石市の町名、浜寺は堺市西区の地区名として定着しているが、上述のとおり浜寺の「浜」は高師浜の「浜」であり、本来高師浜は現在の堺市西区から高石市にかけての海岸一帯を指した広域地名、浜寺はそのうち大雄寺跡や芦田川より北側を呼び分けた広域地名であった。
芦田川付近を境にした浜寺の呼び分けは、18世紀初頭（宝永年間）に芦田川以北の5ヶ村（船尾村、東下村、西下村、山内下村、今在家村）の住民が防潮のために植えた松林を1873年（明治6年）に日本最古の公立公園として整備・開園した浜寺公園の名称に表れている。その後、1889年（明治22年）の町村制施行時に今在家村（現在の羽衣）のみ高石村（現在の高石市）の大字となったことが、浜寺公園が両市にまたがっている理由である。また、羽衣に「浜寺郵便局」や「浜寺病院」など「浜寺」を冠した施設が現在も散見される。
浜寺公園西側の海浜は明治後期から昭和中期にかけて海水浴場として賑わいを見せていた。1957年（昭和32年）8月1日には、海水浴場に不時着しようとした極東航空機が結果的に墜落して乗員3人が死亡する事故も起きた。その後、高度成長期に堺泉北臨海工業地帯の埋立造成によって自然海浜は失われた。また、浜寺公園の東側は大正期から昭和前期にかけて高級住宅街として整備された（「別荘 (#有名な別荘地#日本#大阪府)」参照）。

### 沿革
- 1650年（慶安3年） 大鳥郡石津村が上石津村と下石津村に分村。
- 1875年（明治8年） 大鳥郡東下村、西下村、山内下村が合併して下村となる。
- 1889年（明治22年）4月1日 町村制施行により、大鳥郡下石津村、船尾村、下村が合併して浜寺村が発足。大字下石津に村役場を設置。
- 1896年（明治29年）4月1日 郡の統廃合により、泉北郡に属する。
- 1908年（明治41年） 大字船尾に村役場を移転。
- 1914年（大正3年）4月1日 町制を施行して、泉北郡浜寺町となる。
- 1942年（昭和17年）7月1日 泉北郡鳳町、踞尾村、八田荘村、深井村、東百舌鳥村と共に堺市に編入される。
- 1943年（昭和18年） 堺市浜寺石津町東、浜寺石津町中、浜寺石津町西、浜寺船尾町東、浜寺船尾町西、浜寺諏訪森町東、浜寺諏訪森町中、浜寺諏訪森町西、浜寺元町、浜寺南町、浜寺昭和町、浜寺公園町の現行町名に改称。

## 町長
- 古藤増治郎

## 交通

### 鉄道路線
- 南海鉄道（現・南海電気鉄道）
  - 南海本線
    - 石津川駅、諏訪ノ森駅、浜寺公園駅

  - 阪堺線（現・阪堺電気軌道阪堺線）
    - 石津駅、船尾駅、海道畑駅、浜寺駅前駅

- 阪堺電鉄
  - 下石津駅、石津川橋駅、諏訪ノ浜駅、浜寺駅

現在は上記の他に阪堺線石津北駅が所在するが、当時は未開業。また、現在は阪堺線海道畑駅および阪堺電鉄全駅は廃止されている。

### 道路
- 紀州街道
- 熊野街道（小栗街道）